# 马雷伊昂香槟
马雷伊昂香槟（法語：Mareil-en-Champagne，法語發音：[maʁɛj ɑ̃ ʃɑ̃paɲ]）是法国萨尔特省的一个市镇，属于拉弗莱什区。

## 地理
马雷伊昂香槟（47°59'5"N, 0°10'8"W）面积7.97 平方千米，位于法国卢瓦尔河地区大区萨尔特省，该省份为法国西北部内陆省份，北起顺时针与奥恩省、厄尔-卢瓦省、卢瓦-谢尔省、安德尔-卢瓦尔省、曼恩-卢瓦尔省和马耶讷省接壤，是法国大西部的入口，连接卢瓦尔河谷、布列塔尼和巴黎盆地。
与马雷伊昂香槟接壤的市镇（或旧市镇、城区）包括：茹埃昂沙尔尼、布吕隆、卢埃、圣旺昂香槟。
马雷伊昂香槟的时区为UTC+01:00、UTC+02:00（夏令时）。

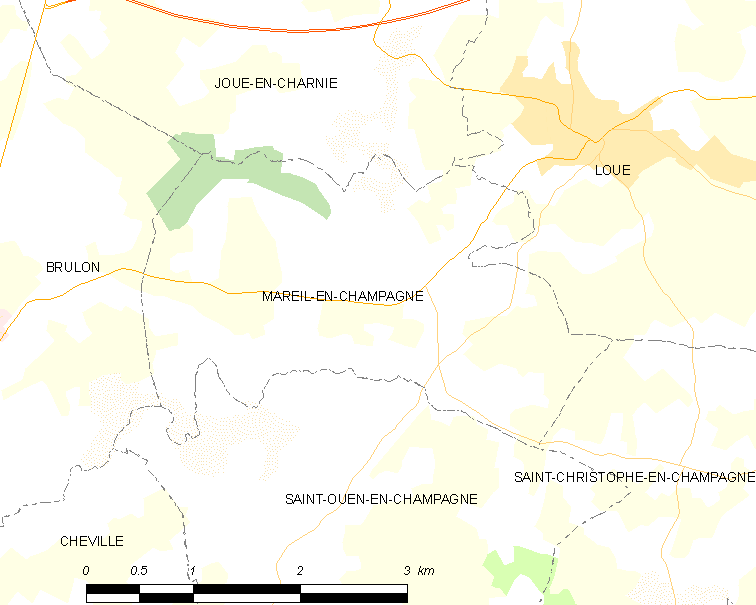
马雷伊昂香槟的OSM定位图

## 行政
马雷伊昂香槟的邮政编码为72540，INSEE市镇编码为72184。

## 政治
马雷伊昂香槟所属的省级选区为卢埃县。

## 人口

1962-2008年间马雷伊昂香槟人口变化图示

马雷伊昂香槟于2022年1月1日时的人口数量为346人。